# Rhyparochromus phoenicus
Rhyparochromus phoenicus är en insektsart som först beskrevs av Rossi 1794.  Rhyparochromus phoenicus ingår i släktet Rhyparochromus, och familjen fröskinnbaggar. Arten är reproducerande i Sverige.